# Alvin Ranglin
Pour les articles homonymes, voir Ranglin.
Alvin 'GG' Ranglin, né en 1942 en Jamaïque, est un chanteur et producteur jamaïcain de reggae.
Il a notamment produit John Holt, Gregory Isaacs, Max Romeo, The Ethiopians, U Roy, Dennis Brown, I Roy, The Heptones, Johnny Osbourne, Carlton Livingston, Lone Ranger, John Holt, The Maytones...